# Coleoxestia
Coleoxestia is een kevergeslacht uit de familie van de boktorren (Cerambycidae). De wetenschappelijke naam van het geslacht werd voor het eerst geldig gepubliceerd in 1912 door Aurivillius.

## Soorten
Coleoxestia omvat de volgende soorten:
- Coleoxestia anthracina Martins & Monné, 2005
- Coleoxestia armata (Gounelle, 1909)
- Coleoxestia atrata (Gounelle, 1909)
- Coleoxestia aurigena Martins & Monné, 2005
- Coleoxestia brevipennis (Bates, 1870)
- Coleoxestia cinnamomea (Gounelle, 1909)
- Coleoxestia corvina (Germar, 1824)
- Coleoxestia curoei Eya & Chemsak, 2005
- Coleoxestia denticornis (Gahan, 1892)
- Coleoxestia ebenina Melzer, 1935
- Coleoxestia errata Martins & Monné, 2005
- Coleoxestia exotica Martins & Monné, 2005
- Coleoxestia fasciola Martins & Monné, 2005
- Coleoxestia femorata (Gounelle, 1909)
- Coleoxestia glabripennis (Bates, 1870)
- Coleoxestia globulicollis (Gahan, 1892)
- Coleoxestia guttula Martins & Monné, 2005
- Coleoxestia illex (Gounelle, 1909)
- Coleoxestia julietae Galileo & Martins, 2007
- Coleoxestia kuratai Eya & Chemsak, 2005
- Coleoxestia lissonota Fragoso, 1993
- Coleoxestia nigripes Martins & Monné, 2005
- Coleoxestia nigropicea (Bates, 1870)
- Coleoxestia nitida (Bates, 1872)
- Coleoxestia nitidissima Eya & Chemsak, 2005
- Coleoxestia olivieri Fragoso, 1993
- Coleoxestia pirrensis Eya & Chemsak, 2005
- Coleoxestia polita (Waterhouse, 1880)
- Coleoxestia pubicornis (Gounelle, 1909)
- Coleoxestia rachelae Eya & Chemsak, 2005
- Coleoxestia rubromaculata (Gounelle, 1909)
- Coleoxestia rufosemivittata Tippmann, 1960
- Coleoxestia sanguinipes (Bates, 1884)
- Coleoxestia semipubescens Melzer, 1923
- Coleoxestia setigera Melzer, 1926
- Coleoxestia sobrina Melzer, 1923
- Coleoxestia spinifemorata Fragoso, 1993
- Coleoxestia spinipennis (Audinet-Serville, 1834)
- Coleoxestia spinosa Galileo & Martins, 2010
- Coleoxestia striatepunctata Eya & Chemsak, 2005
- Coleoxestia thomasi Eya & Chemsak, 2005
- Coleoxestia tupunhuna Martins & Monné, 2005
- Coleoxestia vittata (Thomson, 1861)
- Coleoxestia waterhousei (Gounelle, 1909)